# Aulón (Creta)
Aulón (en griego, Ἀϝλόν) es el nombre de una antigua ciudad griega de Creta.
Es mencionada en un decreto del año 480 a. C. de Gortina donde se conceden una serie de privilegios a una persona quizá de origen extranjero entre los que se encontraban terrenos y vivienda en Aulón. De este decreto se ha deducido que Aulón era una ciudad que estaba fortificada y que dependía de Gortina pero que probablemente tenía autonomía en algunos aspectos. Acerca de esta relación entre Aulón y Gortina se han advertido analogías con la existente entre Halicarnaso y Salmacis.
Es citada también por Esteban de Bizancio. Se ha sugerido que estuvo localizada en los suburbios de Gortina, en la actual Agios Deka.